# (33537) Doungnga
1999 HJ10 (asteroide 33537) é um asteroide da cintura principal. Possui uma excentricidade de 0.06022210 e uma inclinação de 0.81155º.
Este asteroide foi descoberto no dia 17 de abril de 1999 por LINEAR em Socorro.